# I clowns
I clowns (Los clowns) es una película franco-italo-alemana de 1970 dirigida por Federico Fellini en clave de documental de ficción.

## Argumento
Narra la pasión del niño Fellini por el circo, desarrollada a lo largo de su vida profesional a través de un viaje nostálgico en busca de los antiguos payasos y de su memoria y sus recuerdos.

## Producción
Producción de la RAI para televisión y cine, coproducida por Leone Film, para su emisión el día de Navidad de 1970, y estrenada en Italia el 26 de diciembre.

## Reparto
- Federico Fellini
- Anita Ekberg
- Pierre Étaix
- Annie Fratellini (clown)
- Charlie Rivel (clown)
- Alvaro Vitali
- Y los payasos: Ricardo Billi, Tino Scotti, Fanfulla, Dante Maggio, Galliano Sbarra, Nino Terzo, Giacomo Furia, Carlo Rizzo, Gigi Reder, etc.

## Premios
- 1971 Premio David di Donatello a la mejor producción
- 1971 «Ruban d'argent» a Danilo Donati por el vestuario